# یک ملت زیر دوربین مداربسته
یک ملت زیر دوربین مداربسته یک نقاشی دیواری اثر هنرمند گرافیتی، بنکسی، است که در سال ۲۰۰۷ در خیابان نیومن لندن کشیده شد. این نقاشی که روی دیوار ساختمانی که توسط پست سلطنتی استفاده می‌شد، نقاشی شده بود، کودکی را با کلاه قرمزی که این عبارت را نقاشی می‌کرد، در حالی که یک افسر پلیس و یک سگ او را تماشا می‌کردند، به تصویر می‌کشید. این نقاشی دیواری در مجاورت یک دوربین مداربسته قرار داشت. در سال ۲۰۰۸، شورای شهر وست‌مینستر دستور حذف این اثر را به این دلیل که یک اثر تجاری بدون مجوز بود، صادر کرد. این نقاشی دیواری در آوریل ۲۰۰۹ دوباره رنگ‌آمیزی شد.